# عذرا آکین
عذرا آکین (ترکی استانبولی: Azra Akın؛ زادهٔ ۸ دسامبر ۱۹۸۱) هنرپیشه، مانکن و ملکه زیبایی اهل ترکیه است. او همچنین در سال ۲۰۰۲ برنده دوشیزه دنیا شد. وی اولین دوشیزه از ترکیه بود است که دوشیزه دنیا شده است. وی در سال ۲۰۰۳ با کیوانچ تاتلیتوغ نامزد کرد و در سال ۲۰۰۸ جدا شدند.